# Џон Ву
Џон Ву Ју Сен (енгл. John Woo Yu-Sen; трад. кин. 吳宇森, појед. кин. 吴宇森, пин'јин: John Woo Yu-Sen, варијанта: Џон Ву Ју Сен;  Гуангџоу, 22. септембар 1946) кинеско-хонгконшки је и амерички филмски редитељ, сценариста и монтажер. Најпознатији је по својим акционим филмовима.
Основао је сопствену продуцентску компанију Лајон Рок Продакшонс. Постао је познат углавном по својим акционим филмовима. Најпознатији од његових хонгконшких филмова су: Боље сутра (1986), Убица (1989) и Тврдокорни (1992). Из холивудске продукције, то су филмови Сломљена стрела (1996), Украдено лице (1997) са Џоном Траволтом и Николасом Кејџом у главним улогама, Немогућа мисија 2 (2000) и Гласници ветра (2002). У европској продукцији снимио је драму Невидљива деца (2005), у кинеском историјском филму Крвава стена (2008). Његови типични алати укључују успорене сцене.
Његова породица емигрирала је из Кине у Хонг Конг 1950. године.